# Ánxela Caramés

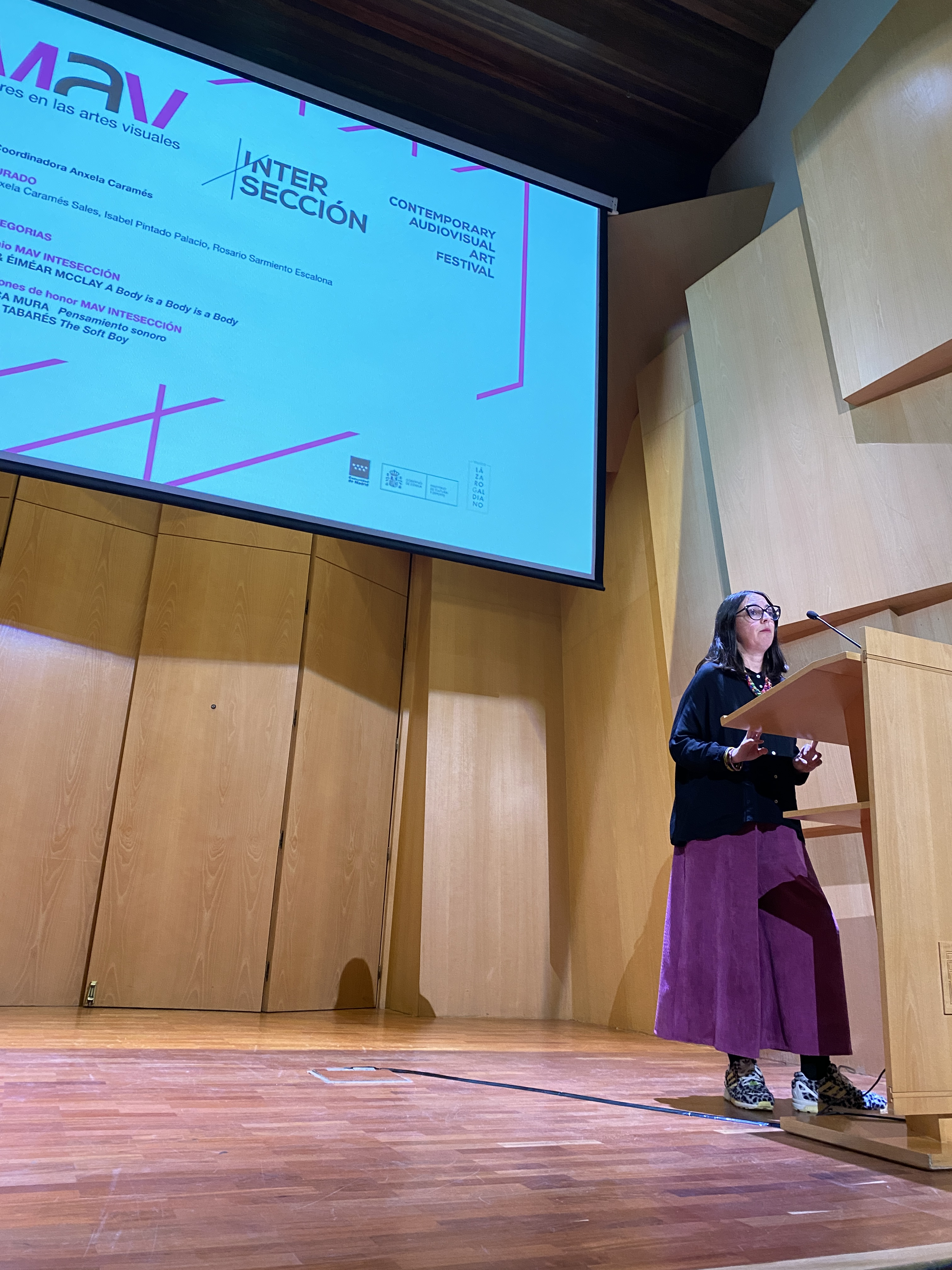
en el Museo Lázaro Galdiano de Madrid, 2022

Ánxela Caramés Sales (Santiago de Compostela, 23 de abril de 1977) es una crítica de arte española feminista que trabaja en Galicia como agente y gestora cultural, especializándose en los estudios de género, relacionándolos con las implicaciones de lo social y lo político en el arte actual.

## Trayectoria
Ánxela Caramés es Licenciada en Historia del Arte Contemporáneo por la Universidad de Santiago de Compostela. Posteriormente complementó sus estudios con la formación en Realización de Vídeo y Cine por la Escuela de Imagen y Sonido de La Coruña. Es doctora en Bellas Artes por la Universidad Politécnica de Valencia desde 2016, en Artes Visuales e Intermedia.
En su trabajo analiza los procesos de creación, producción, gestión y difusión, concentrándose especialmente en el arte emergente. Asimismo, investiga sobre los discursos feministas en el arte español contemporáneo.
Colabora con artículos en diferentes medios especializados y textos en catálogos de exposiciones. Ha dirigido y coordinado el especial de Género y Arte en Galicia para Nós (suplemento cultural del Xornal de Galicia) en 2009.
Desde el año 2020 es vocal de la Junta Directiva de Mujeres en las Artes Visuales (MAV).

## Gestión cultural
Caramés colabora con los principales centros de arte gallegos como el Centro de Arte Contemporáneo de Galicia (CGAC), el Museo Marco de Vigo y en otras instituciones tanto como guía de exposiciones, así como docente en talleres didácticos para diferentes espacios artísticos. Ha desarrollado los encuentros de debate y reflexión crítica sobre Feminismos Subjetividades críticas/narrativas identitarias. Feminismos y creación contemporánea en el Estado español (Fundación Luis Seoane, 2006) y Contra vento e marea. Verbas e pegadas dos feminismos (Casa-Museo Emilia Pardo Bazán, 2009).
Ha comisariado las intervenciones artísticas en el espacio público Contenedor de feminismos de Carme Nogueira y Xogo de Damas de Mónica Cabo en 2009 y participado en el congreso Género, Museos, Arte y Educación. En 2011 ha comisariado Muartech. Acciones híbridas desde el género y la tecnología para Espacio Menosuno de Madrid.
Una de las exposiciones más relevantes ha sido la titulada Alén dos xéneros (Mas allá de los géneros), feminismos y sexualidades en clave de arte Esta exposición realizada en 2016, compuesta por 50 artistas de ambos sexos, combinó las visiones de género desde distintas generaciones de artistas. Además, exponía la relación entre los conceptos feminista y femenino y entre los conceptos de masculinidad y feminidad. Inaugurada en el Museo Marco de Vigo, posteriormente itineró al Auditorio de Galicia. En dicha exposición Caramés hizo un repaso por las expresiones artísticas feministas desde los años noventa hasta 2016 con artistas históricas como Maruja Mallo, Ángela de la Cruz etc.